# Звезде Гранда (17. сезона)
Седамнаеста сезона такмичења Звезди Гранда, одржана је 2023/2024. године, и сезона је приказана на ТВ Пинк. Чланови жирија су били Саша Поповић, Снежана Ђуришић, Драган Стојковић Босанац, Ана Бекута, Вики Миљковић, Александар Милић Мили, Цеца, Марија Шерифовић и Ђорђе Давид. Победница такмичења је босанскохерцеговачка певачица Шејла Зонић, чији је ментор била Цеца. Ова сезона је имала другачији формат тако што је спајала у дуелисте такмичаре који се први пут такмиче, са онима који су ветерани из претходних сезона.

## Такмичари

### Суперфииналисти
- Шејла Зонић (победница)[2] из Санског Моста
- Мики Секуловски (друго место)[3] из Севернe Македонијe
- Андријана Петрушевска (треће место)[4] из Скопља

### Финалисти
- Јанко Јанков из Перника
- Антонија Черкез из Широког Бријега
- Нино Љаљић из Новог Пазара
- Мирза Пандур из Сарајева
- Бета Судар,[5] такмичарка Доре и Суперталента Хрватска
- Сидик Шабановић из Високог
- Ђула Дрини из Шведске
- Дејан Дачевић из Чајниче
- Јелена Проле из Зрењанина
- Ријад Рахмановић из Доњег Вакуфа
- Николина Перковић из Клиса
- Данијел Уличевић из Зете
- Јулија Петровић из Беле Паланке
- Инел Нукић из  Живинице
- Стефан Томић из Краљева
- Александра Иванов из Крушевца
- Мелиса Зијадић из Скопља

### Остали такмичари
- Енис Тодић из Новог Пазара, учесник Пинкових звезда
- Лазар Живановић из Београда, учесник Беовизије и брат Теодоре Токовић
- Харис Скареп, из Новог Пазара, представник Србије на Песми Турковизије, такмичио се по трећи пут
- Мина Станојловић (Атомска Мина) из Београда
- Данијел Стојичић из Пожаревца, више пута учествовао у такмичењу, први пут у сезони у којој је победио Харис Берковић

## Након такмичења
Победница је Шејла Зонић која је добила статуу, аутомобил, уговор са продукцијом, маркетинг и песму. Одлучено је да ове године и други финалисти добију по песму. Победнички концерт ће Шејла одржати у Санском Мосту, са колегом Мирзом Селимовић, а ни на једном од њених концерата неће наступати њен ментор Цеца, јер је њено менторство такмичарке изазвало контроверзе у делу јавности Босне и Херцеговине.